# Pticzka (wahadłowiec)
Pticzka (ros. Птичка, Ptaszek – Buran 1.02) – nieformalny przydomek drugiego z budowanych pięciu radzieckich promów kosmicznych programu Buran, któremu nigdy nie nadano oficjalnej nazwy. Za prawdopodobną, planowaną oficjalną nazwę promu 1.02 uważano Буря (ros. Burza). Pticzka stanowiła również nieoficjalną, pieszczotliwą nazwę całego programu radzieckich promów kosmicznych.

## Historia
Konstrukcję orbitera rozpoczęto w 1988 roku – jego budowa była najbliższa ukończenia (90–95%) z wszystkich budowanych promów klasy Buran, z wyjątkiem Burana 1.01 w momencie oficjalnego zamknięcia programu w 1993 roku.
Pierwszy planowany start promu Buran 1.02 miał mieć miejsce w 1992 roku – celem siedmio-ośmiodniowego bezzałogowego lotu miała być stacja kosmiczna Mir.
Prom należy obecnie do Kazachstanu i znajduje się w budynku MIK na kosmodromie Bajkonur.

### Incydent z graffiti w 2021
W kwietniu 2021 Pticzka padła ofiarą wandalizmu: czworo Rosjan umieściło na wahadłowcu graffiti i kilka tagów, a następnie umieścili ich zdjęcia w mediach społecznościowych.
Wandalizm spowodował niepokój wielu miłośników kosmosu. Roskosmos również wyraził zaniepokojenie i oświadczył, że sprzęt po programie Buran znajdujący się w kosmodromie Bajkonur powinien zostać przeniesiony do muzeum. Obecny właściciel orbitera, również wyraził zaniepokojenie stanem sprzętu i stwierdza, że będzie omawiał losy swoich orbiterów z Roskosmosem.